# Mohamed Husein Tantavi
Mohamed Husein Tantavi, egiptovski feldmaršal in politik nubijskega rodu, * 31. oktober 1935, Kairo, † 21. september 2021, Kairo.
Trenutno je vodja Vrhovnega sveta Oboroženih sil Egipta, ki je prevzel vodenje Egipta po odstopu predsednika Egipta Hosnija Mubaraka.

## Življenjepis

### Zgodnja kariera
1. aprila 1956 je postal pehotni častnik. Udeležil se je vojne leta 1956, leta 1967 in leta 1973. Pozneje je postal tudi vojaški ataše v Pakistanu, poveljnik Predsedniške garde in načelnik operacije Avtoritete oboroženih sil. Po uspešnem sodelovanju v zalivski vojni proti Iraku je bil 20. maja 1991 imenovan za ministra za obrambo in vojaško proizvodnjo ter bil kot prvi Egipčan povišan v čin feldmaršala.

### Egiptovska revolucija
Med protesti v Egiptu leta 2011 je bil 31. januarja 2011 imenovano za namestnika predsednika vlade, pri čemer je obdržal ministrski položaj.
11. februarja je Mubarak odstopil in vodstvo države prepustil Vrhovnemu svetu Oboroženih sil, kateremu je predsedoval Tantavi.